# Lutte aux Jeux africains de 2019
Navigation
2015
Les compétitions de lutte aux Jeux africains de 2019 ont lieu du 28 au 30 août 2019 à la salle omnisports OCP à El Jadida, au Maroc.  

## Médaillés

### Hommes

#### Lutte libre
| Épreuves | Or                          | Argent                    | Bronze                                           |
| -------- | --------------------------- | ------------------------- | ------------------------------------------------ |
| - 57 kg  | Abdelhak Kherbache (ALG)    | Ebikewenimo Welson (NGA)  | Chakir Ansari (MAR) Gamal Mohamed (EGY)          |
| - 65 kg  | Amas Daniel (NGA)           | Cumba Mbal (GBS)          | Kaireddine Ben Telili (TUN) Amr Hussen (EGY)     |
| - 74 kg  | Ogbonna Emmanuel John (NGA) | Samy Moustafa (EGY)       | Jean Bernard Diatta (SEN) Maher Ghanmi (TUN)     |
| - 86 kg  | Ayoub Barraj (TUN)          | Fateh Benferdjallah (ALG) | Cedric Abossolo (CMR) Khaled Elmoatamadawi (EGY) |
| - 97 kg  | Hosam Merghany (EGY)        | Soso Tamarau (NGA)        | Mohamed Fardj (ALG) Aron Mbo Isomi (COD)         |
| - 125 kg | Khaled Abdalla (EGY)        | Sinvie Bontic (NGA)       | Anas Lamkaber (MAR)                              |

#### Lutte gréco-romaine
| Épreuves | Or                       | Argent                         | Bronze                                              |
| -------- | ------------------------ | ------------------------------ | --------------------------------------------------- |
| - 60 kg  | Haythem Mahmoud (EGY)    | Fouad Fajari (MAR)             | Abdennour Laouni (ALG)                              |
| - 67 kg  | Mohamed Elsayed (EGY)    | Souleymen Nasr (TUN)           | Abdelmalek Merabet (ALG)                            |
| - 77 kg  | Abd Elkrim Ouakali (ALG) | Mohamed Khalil (EGY)           | Zied Ait Ouagram (MAR)                              |
| - 87 kg  | Bachir Sid Azara (ALG)   | Mohamed Skander Missaoui (TUN) | Mohamed Metwally (EGY) Tochukwu Micheal Okeke (NGA) |
| - 97 kg  | Adem Boudjemline (ALG)   | Noureldin Hassan (EGY)         | Aron Mbo Isomi (COD)                                |
| - 130 kg | Abdellatif Mohamed (EGY) | Amine Guennichi (TUN)          | Hemza Haloui (ALG)                                  |

### Femmes
| Épreuves | Or                            | Argent                              | Bronze                                                    |
| -------- | ----------------------------- | ----------------------------------- | --------------------------------------------------------- |
| - 50 kg  | Miesinnei Mercy Genesis (NGA) | Sarra Hamdi (TUN)                   | Hala Ahmed (EGY) N'de Caroline Yapi (CIV)                 |
| - 53 kg  | Joseph Essombe (CMR)          | Bose Samuel (NGA)                   | Faten Hammami (TUN)                                       |
| - 57 kg  | Odunayo Adekuoroye (NGA)      | Eman Ebrahim (EGY)                  | Siwar Bousetta (TUN) Noelle Therencia Mbouma Mandzo (CGO) |
| - 62 kg  | Aminat Adeniyi (NGA)          | Berthe Emilienne Etane Ngolle (CMR) | Fatoumata Yarie Camara (GUI)                              |
| - 68 kg  | Blessing Oborududu (NGA)      | Anta Sambou (SEN)                   | Blandine Nyeh Ngiri (CMR) Samar Hamza (EGY)               |
| - 76 kg  | Blessing Joy Onyebuchi (NGA)  | Amy Youin (CIV)                     | Mona Ahmed (EGY)                                          |

## Tableau des médailles
| Rang  | Nation                           | Or | Argent | Bronze | Total |
| ----- | -------------------------------- | -- | ------ | ------ | ----- |
| 1     | Nigeria                          | 7  | 4      | 1      | 12    |
| 2     | Égypte                           | 5  | 4      | 7      | 16    |
| 3     | Algérie                          | 4  | 1      | 4      | 9     |
| 4     | Tunisie                          | 1  | 4      | 4      | 9     |
| 5     | Cameroun                         | 1  | 1      | 2      | 4     |
| 6     | Maroc                            | 0  | 1      | 3      | 4     |
| 7     | Côte d'Ivoire                    | 0  | 1      | 1      | 2     |
| 7     | Sénégal                          | 0  | 1      | 1      | 2     |
| 9     | Guinée-Bissau                    | 0  | 1      | 0      | 1     |
| 10    | République démocratique du Congo | 0  | 0      | 2      | 2     |
| 11    | République du Congo              | 0  | 0      | 1      | 1     |
| 11    | Guinée                           | 0  | 0      | 1      | 1     |
| Total | Total                            | 18 | 18     | 27     | 63    |